# Kerstin Gernig

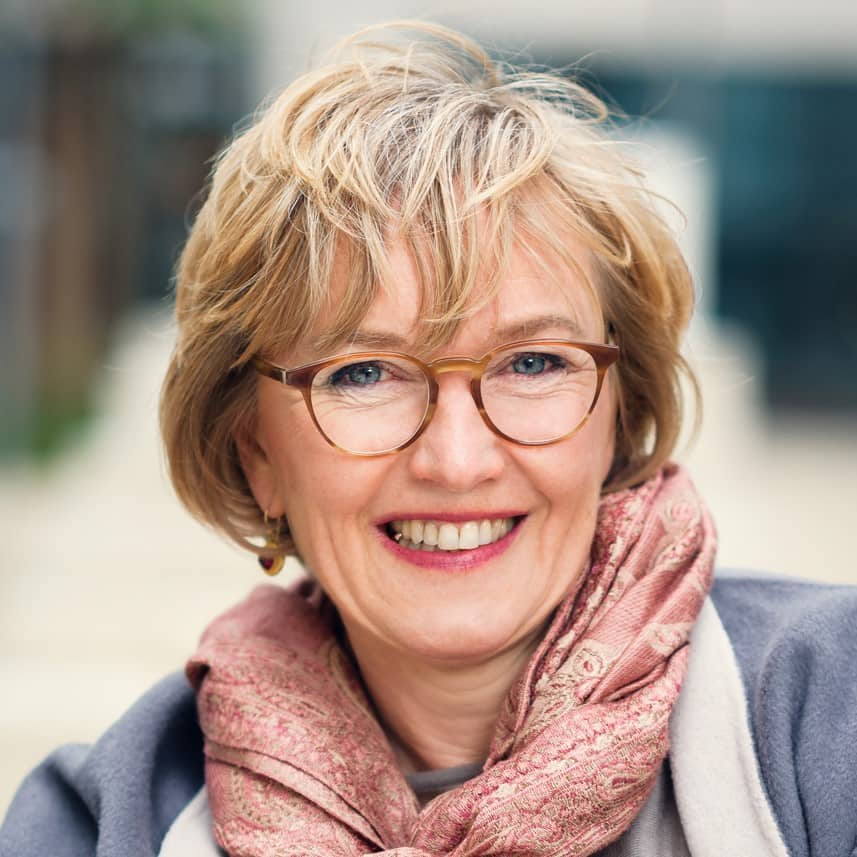
Kerstin Gernig

Kerstin Gernig (* 1964 in Berlin) ist eine deutsche Autorin und ehemalige Chefredakteurin der Fachzeitschrift „bestattungskultur“.

## Leben
Gernig studierte Germanistik, Romanistik und Philosophie an der Freien Universität Berlin und der École Normale Supérieure in Paris. Nach dem 1. und 2. Staatsexamen lehrte sie von 1994 bis 1997 als DAAD-Lektorin an der Université des Sciences Humaines in Straßburg und promovierte 1998 an der Freien Universität Berlin zur „Kafka-Rezeption in Frankreich“.
Als Postdoktorandin forschte sie von 1999 bis 2001 im DFG-Graduiertenkolleg „Körper-Inszenierungen“ der FU Berlin zum Umgang mit dem Körper, der Inszenierung von Nacktheit, der Wahrnehmung des Anderen sowie den Ritualen bei Tod und Sterben im Kulturvergleich.
Von 2001 bis 2011 war sie Chefredakteurin der Fachzeitschrift „bestattungskultur“, für deren Relaunch sie mit der Shortlist der Deutschen Fachpresse  ausgezeichnet wurde und publizierte als Expertin für Sepulkralkultur zahlreiche Tagungsbände und Kulturgeschichten.
Seit 2011 lebt und arbeitet sie als Autorin und Bloggerin in Berlin und beschäftigt sich mit den Themen Entrepreneurship, Gründen, Startup-Unternehmen und mit mentalen Veränderungsprozessen in der Lebensmitte.
Ihr Buch „Werde, was Du kannst! Wie man ein ungewöhnlicher Unternehmer wird“ wurde vom Murmann Verlag für den Deutschen Wirtschaftsbuchpreis nominiert.

## Publikationen

### Als Autorin
- Die Kafka-Rezeption in Frankreich. Ein diachroner Vergleich der französischen Übersetzungen im Kontext der hermeneutischen Übersetzungswissenschaft. Königshausen & Neumann Verlag, Würzburg 1999, ISBN 3-8260-1694-7.
- Werde, was Du kannst! Wie man ein ungewöhnlicher Unternehmer wird. Murmann Publishers, Hamburg 2014, ISBN 978-3-86774-383-9.

### Als Herausgeberin
- Wer nicht wirbt, stirbt! Werbung in der Bestattungsbranche. Dokumentation der Tagung des Kuratorium Deutsche Bestattungskultur in Kooperation mit dem Deutschen Marketing-Verband vom 17.-18.09.2009 in Berlin. 2. Auflage. Fachverlag des deutschen Bestattungsgewerbes, Düsseldorf 2011, ISBN 978-3-936057-29-4.
- Verarmt, verscharrt, vergessen? Dokumentation der Tagung des Kuratorium Deutsche Bestattungskultur e.V. in München vom 22.- 23.11.2007. Fachverlag des deutschen Bestattungsgewerbes, Düsseldorf 2008, ISBN 978-3-936057-23-2.
- Musica et memoria. Trauermusik durch die Jahrhunderte. 6 CDs. Fachverlag des deutschen Bestattungsgewerbes, Düsseldorf 2005.
- Bestattungskultur – Zukunft gestalten. 2. Auflage. Fachverlag des deutschen Bestattungsgewerbes, Düsseldorf 2007, ISBN 978-3-936057-14-0.
- Nacktheit. Ästhetische Inszenierungen im Kulturvergleich. Böhlau Verlag, Köln 2002, ISBN 3-412-17401-7.
- Fremde Körper. Zur Konstruktion des Anderen in europäischen Diskursen. dahlem university press, Berlin 2001, ISBN 3-934504-04-3.

## Auszeichnungen
2014 wurde sie als Vorbildunternehmerin Deutschlands des Bundesministerium für Wirtschaft und Energie ausgezeichnet. Daraufhin hat sie die ehrenamtlich geleitete Unternehmerinnen-Safari initiiert. 2020 wurde sie von der Deutschen Wirtschaft als „Innovatorin 2020“ für ihr „52 Wochen Coaching Power Programm“ und als Exzellenzberaterin des deutschen Mittelstands ausgezeichnet. Sie gehört zu den „Top 100 Unternehmern“ bei dem Veranstalter „Speakers Excellence“.